# Wilhelm Fleischmann
Wilhelm Fleischmann (* 31. Dezember 1837 in  Erlangen; † 13. Januar 1920 in Göttingen) war ein deutscher Agrarwissenschaftler, der sich vor allem mit der Erforschung von Milch und Molkereiprodukten beschäftigte. Er gilt als der Begründer der Milchwissenschaft.

## Herkunft
Seine Eltern waren der Dillinger Medizinalrat Dr. med. Friedrich Ludwig Fleischmann (1806–1886) und dessen Ehefrau Caroline Wagner (1811–1887), eine Tochter des Kaufmanns Johann Simon Jeremias Wagner.

## Lebensweg

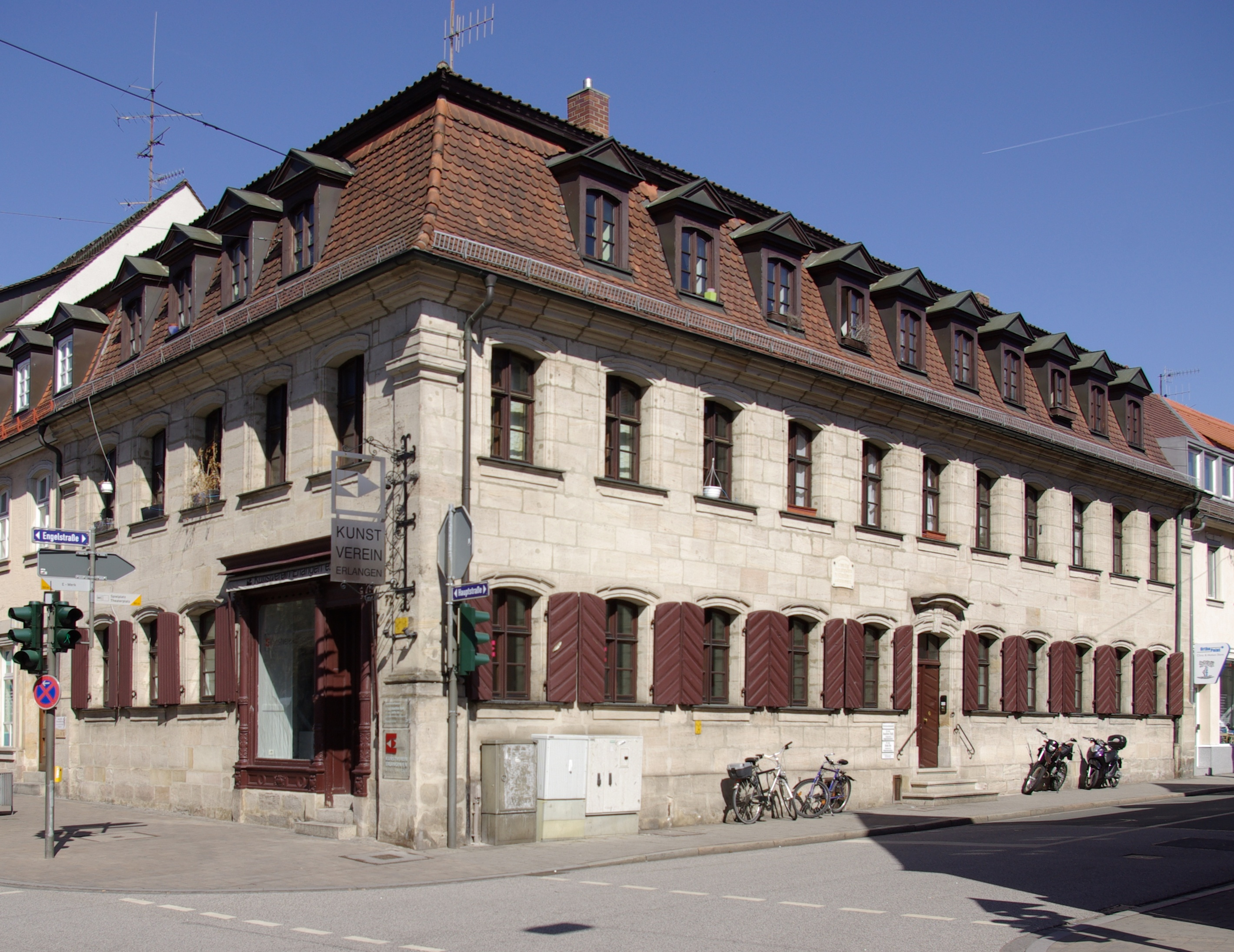
Geburtshaus von Wilhelm Fleischmann in Erlangen

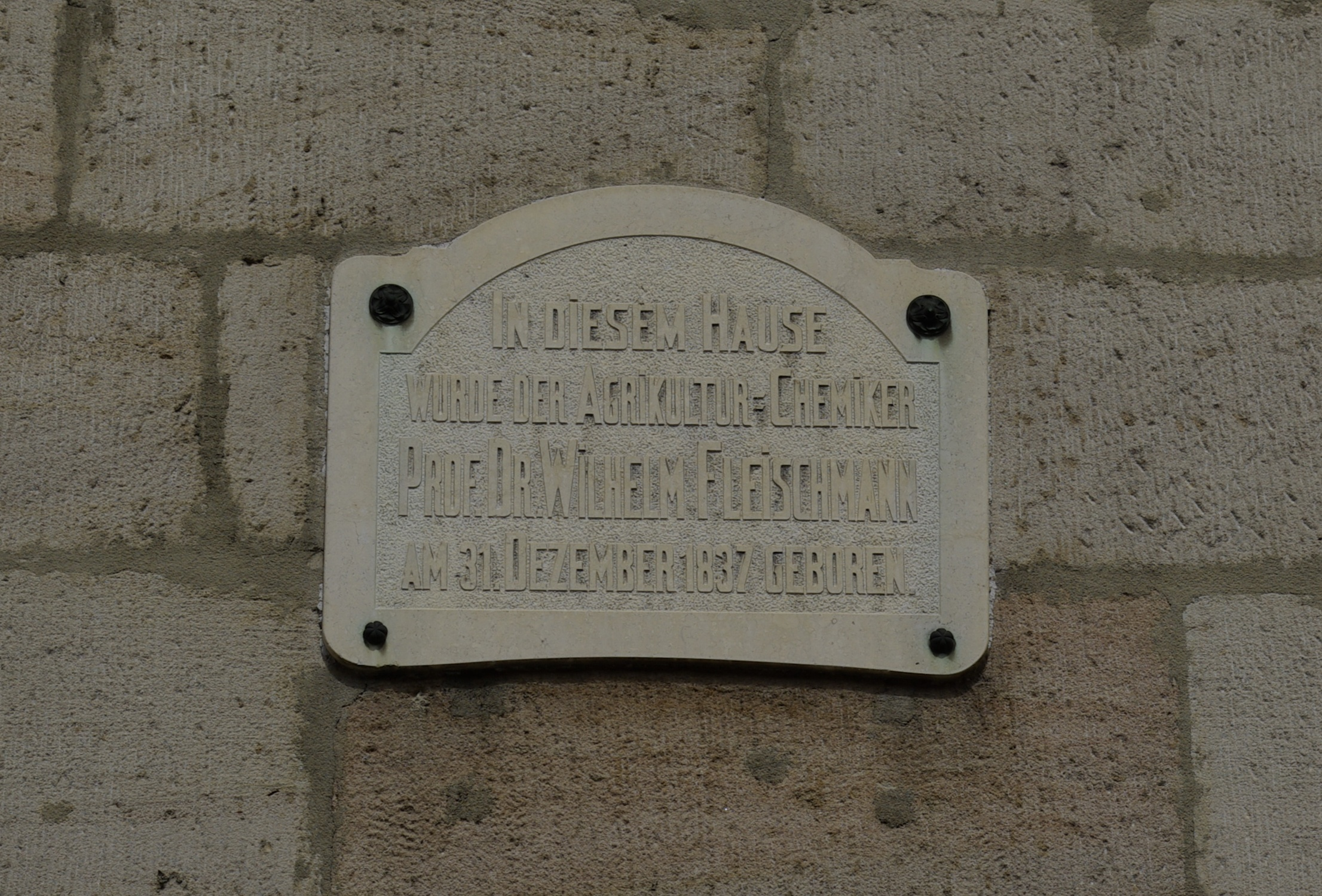
Gedenktafel am Geburtshaus

Gustav Friedrich Wilhelm Fleischmann absolvierte das humanistische Gymnasium in Nürnberg, studierte seit 1856 in Würzburg, Erlangen und München Naturwissenschaften und promovierte 1861 an der Universität Tübingen mit einer Dissertation über die Bestimmung der Größe der Schwerkraft. Während seines Studiums wurde er in Erlangen 1857 Mitglied der Burschenschaft der Bubenreuther. Mehrere Jahre war er als Privatlehrer in München tätig, wo er zeitweise auch im chemischen Laboratorium Justus von Liebigs arbeitete. Von 1864 bis 1867 hatte er eine Anstellung als Lehrer für Naturwissenschaften an der Realschule in Memmingen in Oberschwaben. Während dieser Zeit leitete er gleichzeitig die landwirtschaftliche Versuchsstation in Memmingen.
Seit 1867 leitete Fleischmann als Rektor die Realschule Lindau und (bis 1872) zugleich die Allgäuer landwirtschaftliche Versuchsstation im Bezirk Immenstadt. Wiederholt bot er Spezialkurse über Milch an der Käsereischule in Sonthofen an. Fleischmann war Gründungsmitglied des Vereins für Geschichte des Bodensees und seiner Umgebung, dessen meteorologischer Sektion er kurzzeitig vorstand. 1876 wurde er zum Leiter der ersten deutschen milchwirtschaftlich-chemischen Versuchsstation und höheren Molkereianstalt nach Raden bei Lalendorf (Mecklenburg) berufen. 1882 erfolgte seine Ernennung zum "großherzoglich mecklenburgischen Professor".
1886 folgte Fleischmann einem Ruf als ordentlicher Professor an die Universität Königsberg und übernahm dort die Leitung des Landwirtschaftlichen Instituts. 1886 begründete er an der Universität Königsberg ein Laboratorium für Chemie und Bakteriologie der Milch. 1894/95 wurde er zum Rektor der Universität Königsberg gewählt. 1896 wurde er als ordentlicher Professor der Landwirtschaft und Direktor des Landwirtschaftlichen Instituts sowie als Leiter des aus Königsberg mitübersiedelten Laboratoriums für Chemie und Bakteriologie der Milch an die Universität Göttingen berufen. Hier wirkt er bis zum Jahre 1912.

## Forschung und Lehre
Fleischmann war einer der ersten Agrarwissenschaftler, der die Bedeutung naturwissenschaftlicher Grundlagenforschung für die Rinderhaltung und für die Milchwirtschaft erkannte. Diese Erkenntnis in die Realität umzusetzen, machte er sich zur Lebensaufgabe. Er entwickelte neue Untersuchungsmethoden, u. a. eine Formel zur Berechnung der Trockenmasse der Milch aus ihrem spezifischen Gewicht und ihrem Fettgehalt. Zahlreiche experimentelle Arbeiten erbrachten neue Erkenntnisse über die chemische Zusammensetzung der Milch sowie über die bakteriologischen Vorgänge bei der Herstellung von Molkereiprodukten.
Mit seinen grundlegenden Forschungsarbeiten, dokumentiert in fast 250 Veröffentlichungen, galt Fleischmann für mehrere Jahrzehnte als der führende Milchexperte in Deutschland und bereits zu seinen Lebzeiten als der Begründer der Milchwissenschaft. Sein wissenschaftliches Hauptwerk ist das 1893 erstmals erschienene "Lehrbuch der Milchwirtschaft ", das bis 1932 noch sechsmal in jeweils überarbeiteter Form neu aufgelegt worden ist. Obgleich als Forscher auf dem Gebiet der Milchwissenschaft ein herausragender Spezialist, hat Fleischmann als Hochschullehrer – nach dem Vorbild von Julius Kühn – die Landwirtschaftslehre stets noch als eine enzyklopädische Wissenschaft betrachtet. Er hielt nicht nur Vorlesungen über Milchwirtschaft, sondern auch über Tierzucht, Fütterungslehre, landwirtschaftliche Betriebslehre, Agrarpolitik und während seiner Göttinger Zeit auch über Agrargeschichte. Als Agrarhistoriker ist er mit mehreren Schriften über die Landwirtschaft bei den Römern hervorgetreten.
Fleischmanns autobiographische Aufzeichnungen hat 1942 Alfred Schuler herausgegeben unter dem Titel "Wilhelm Fleischmann: Der Begründer der Milchwirtschaftswissenschaft. Seine Lebenserinnerungen und sein Lebenswerk". Dieses Buch mit einer vollständigen Bibliographie der Veröffentlichungen Fleischmanns ist ein beachtenswertes Dokument für die Universitäts- und Wissenschaftsgeschichte mit zeitlosen Beispielen über die gar so menschlichen Verhaltensweisen der Kollegen im akademischen Lehr- und Forschungsbetrieb.

## Ehrungen und Auszeichnungen
Fleischmann, seit 1894 Geheimer Regierungsrat, wurde zweimal mit der Ehrendoktorwürde ausgezeichnet: 1911 von der Hochschule für Bodenkultur in Wien und 1918 von der Technischen Hochschule München. Folgende Organisationen ernannte ihn zum Ehrenmitglied: 1876 der Landwirtschaftliche Verein in Bayern, 1886 die Landwirtschaftliche Hochschule in Amsterdam, 1886 der Ostpreußische Milchwirtschaftliche Verein, 1895 die Royal Agricultural Society of England und 1912 die Milchwirtschaftliche Vereinigung. Außerdem erhielt er neben anderen Auszeichnungen 1876 das Ritterkreuz des österreichischen Franz-Joseph-Ordens, 1886 den Großherzoglich Mecklenburgisch-Schwerinischen Greifenorden mit Ritterkreuz und 1888 den Preußischen Roten Adlerorden 2. Klasse (1911 mit Schleife).
2013 wurde Wilhelm Fleischmann von einem seiner Nachfahren eine neue Bakterienspezies (Listeria fleischmannii) gewidmet, die auf Käse entdeckt wurde.

## Familie
Fleischmann heiratete im Jahr 1864 in Nürnberg Anna von Harleß (* 1841), eine Tochter des Oberkonsistorialpräsidenten Adolf von Harleß (1806–1879). Das Paar hatte einen Sohn und drei Töchter.

## Bücher und Schriften
- Die Bestimmung der Größe der Schwerkraft. Diss. phil., Tübingen 1861.
- Chemie und Ackerbau. Zum Fortschritt auf dem Gebiete der Landwirthschaft. Verlag Wilhelm Ludwig Lindau i. B., 1869 (= Landwirtschaftliche Vorträge. H. 1).
- Über den Fön und das Verschwinden der Eiszeit. In: Schriften des Vereins für Geschichte des Bodensees und seiner Umgebung. 1. Jg. 1869, S. 130–138 (Digitalisat).
- Bericht über die Thätigkeit der meteorologischen Section vom 10. Dez. 1868 bis 13. Sept. 1869, in: Schriften des Vereins für Geschichte des Bodensees und seiner Umgebung, 2. Jg. 1870, S. 93–95 (Digitalisat).

- Das Molkereiwesen. Ein Buch für Praxis und Wissenschaft. Verlag Vieweg Braunschweig 1875.
- Psychrometer-Tafeln zur Berechnung des relativen Feuchtigkeitsgehaltes der Luft in Käsekellern. Verlag Heinsius, Bremen 1877; 2. Aufl. 1888; 3. Aufl. 1895; 4. Aufl. 1922; 5. Aufl. 1931.
- Die Bereitung von Backsteinkäsen aus Zentrifugenmagermilch. Verlag Heinsius Bremen 1884; 2. Aufl. 1890.
- Lehrbuch der Milchwirtschaft. Verlag Heinsius Bremen 1893; 2. Aufl. ebd. 1898; 3. Aufl. ebd. 1901; 4. Aufl. ebd. 1908; 5. Aufl. Verlag Paul Parey, Berlin 1915; 6. Aufl. ebd. 1920; 7. völlig neu bearb. Aufl., herausgegeben von H. Weigmann. Verlag Paul Parey, Berlin 1932. – Übersetzungen in englischer, russischer und spanischer Sprache.
- Die moderne Landwirtschaft in ihrem Entstehen und Albrecht Daniel Thaer. Privatdruck Göttingen 1902. – Zugl. in: Journal für Landwirtschaft Bd. 50, 1902, S. 113–139.
- Altgermanische und altrömische Agrarverhältnisse in ihren Beziehungen und Gegensätzen. Heinsius, Leipzig 1906.
- Caesar, Tacitus, Karl der Große und die deutsche Landwirtschaft. Verlag Paul Parey, Berlin 1911.
- Geschichtliches über Milch und Milchzucker. In: Sudhoffs Archiv 4, 1911, S. 1–19.
- Capitulare de villis vel curtis imperii Caroli Magni oder die Landgüterordnung Kaiser Karl des Großen. Neu übersetzt und mit Erläuterungen versehen. Verlag Paul Parey, Berlin 1919.
- Wilhelm Fleischmann. Der Begründer der Milchwirtschaftswissenschaft. Seine Lebenserinnerungen und sein Lebenswerk. Herausgegeben von Alfred Schuler. Verlag der Molkerei-Zeitung, Hildesheim 1942.